# Emile Hirsch

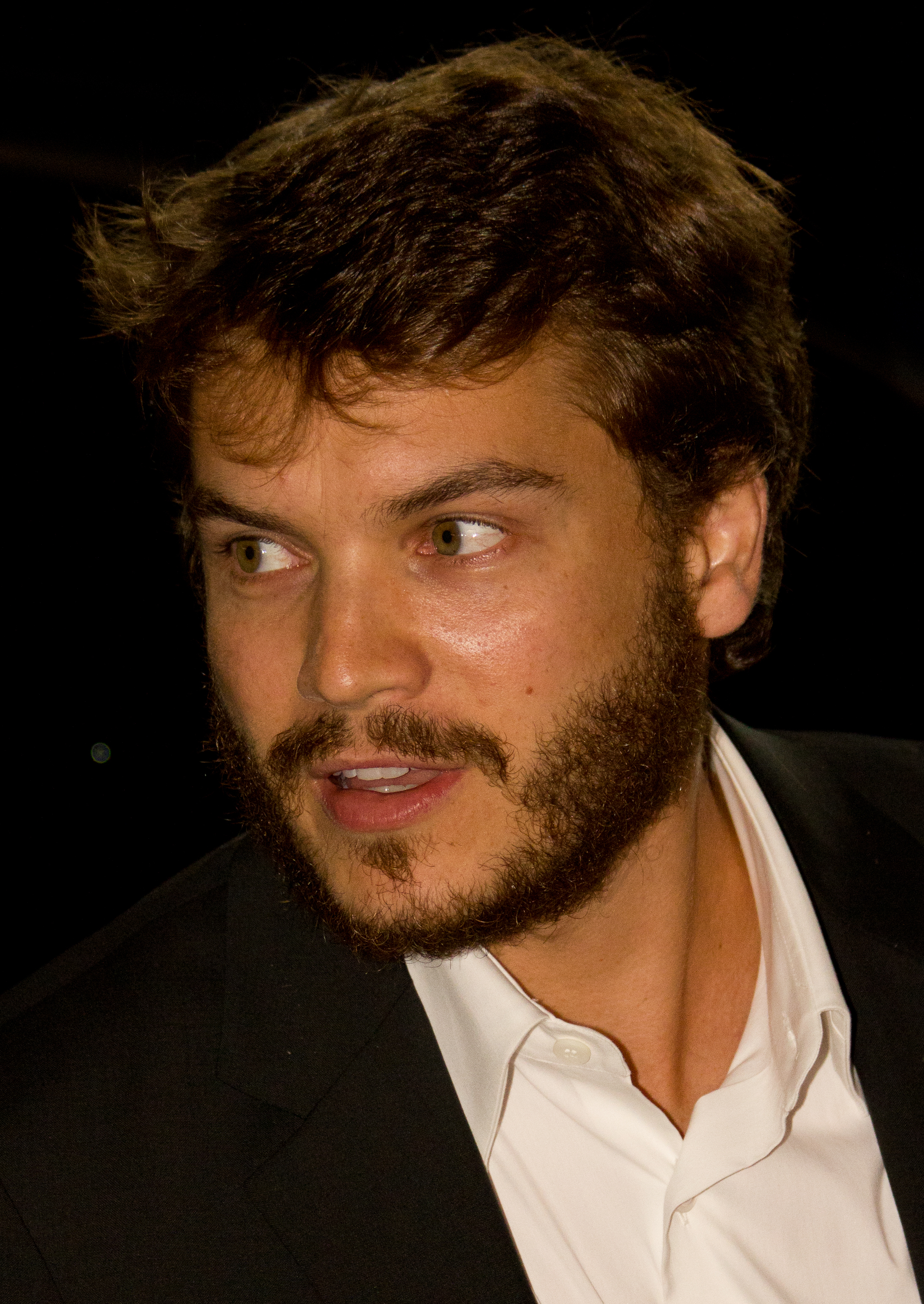
Emile Hirsch (2012)

Emile Davenport Hirsch (* 13. März 1985 in Los Angeles) ist ein US-amerikanischer Filmschauspieler.

## Leben
Hirsch begann seine Schauspielkarriere in den späten 1990er Jahren, als er in mehreren Fernseh-Produktionen, wie Sabrina – Total Verhext!, New York Cops – NYPD Blue und Emergency Room – Die Notaufnahme mitwirkte. Einem größeren Publikum wurde er mit seinen Rollen in den Filmen Club der Cäsaren (2002), Lost Heaven (2002) und The Girl Next Door (2004) bekannt.
2005 übernahm Hirsch in Lords of Dogtown die Rolle des Profi-Skateboarders und ehemaligen Mitglieds der Z-Boys, Jay Adams. Außerdem spielte er den Johnny Truelove in Alpha Dog – Tödliche Freundschaften mit Justin Timberlake.
In dem 2007 erschienenen Filmdrama Into the Wild unter der Regie von Sean Penn übernahm Hirsch die Rolle des Abenteurers Christopher McCandless und gewann dafür den National Board of Review Award als Bester Nachwuchsdarsteller 2007. 2013 stellte Hirsch im Kriegsfilm Lone Survivor, der auf dem Tatsachenbericht zur Operation Red Wings von Marcus Luttrell basiert, den US Navy SEAL Danny Dietz dar. In Quentin Tarantinos 2019 veröffentlichtem Once Upon a Time in Hollywood, der während der Zeit der Manson-Family-Morde angesiedelt ist, stellt Hirsch den Filmstylisten Jay Sebring dar.
Am 27. Oktober 2013 kam sein Sohn zur Welt.
2015 wurde Hirsch zu 15 Tagen Haft, einer Geldstrafe in Höhe von knapp 5.000 US-Dollar und 50 Stunden gemeinnütziger Arbeit verurteilt, weil er auf dem Sundance Film Festival unter Drogeneinfluss die Paramount-Managerin Daniele Bernfeld gewürgt hatte.

## Filmografie (Auswahl)

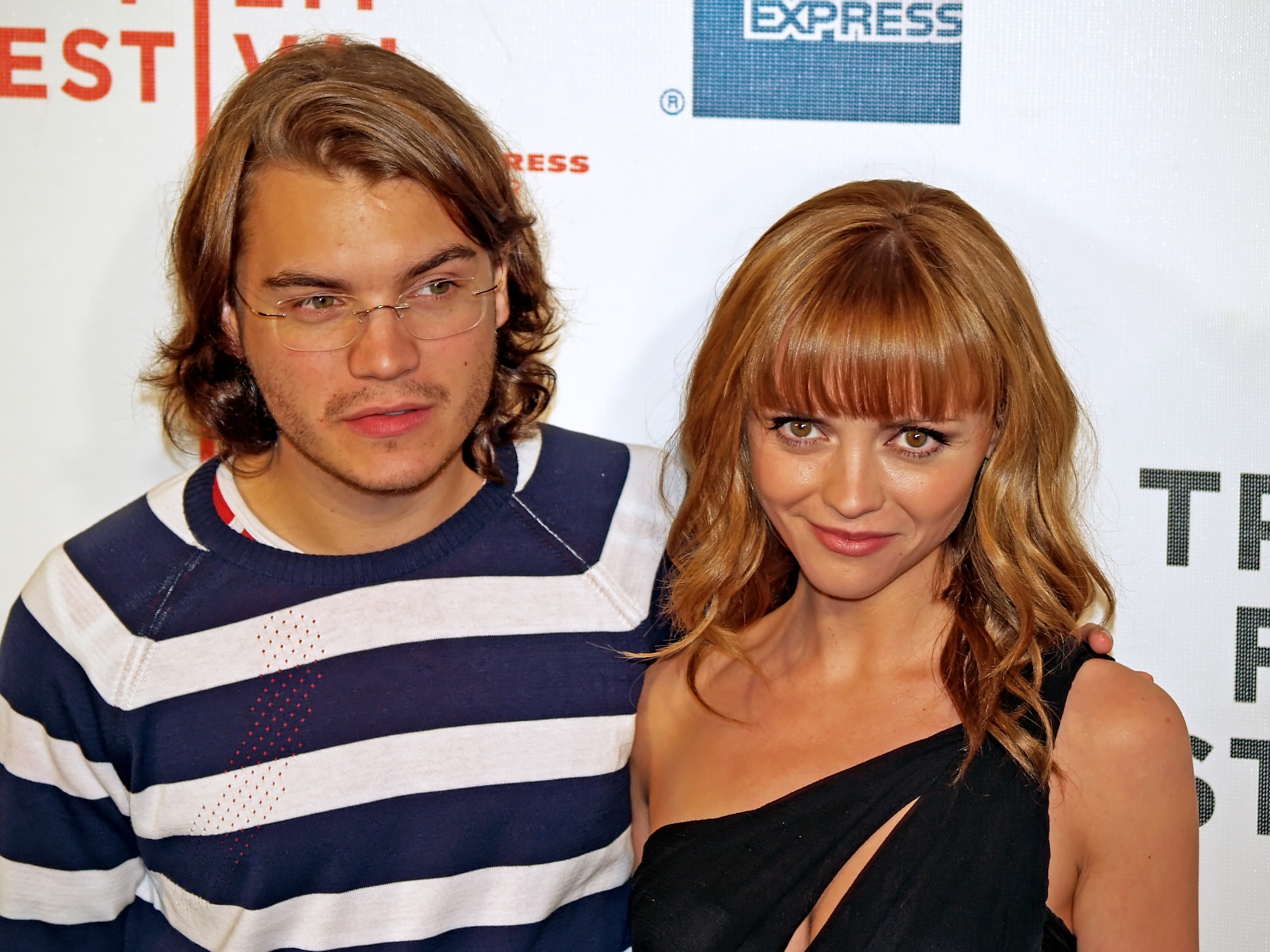
Hirsch mit Christina Ricci 2008 bei der Premiere von Speed Racer.

- 1996: Embraced – Clan der Vampire (Kindred: The Embraced, Fernsehserie, Folge 1x04 Bekehrt)
- 1999: Emergency Room – Die Notaufnahme (ER, Fernsehserie, 2 Folgen)
- 2001: Wild Iris – Der Traum vom Leben (Wild Iris, Fernsehfilm)
- 2002: Lost Heaven (The Dangerous Lives of Altar Boys)
- 2002: Club der Cäsaren (The Emperor’s Club)
- 2003: The Mudge Boy
- 2004: The Girl Next Door
- 2004: Imaginary Heroes
- 2005: Dogtown Boys
- 2006: Alpha Dog – Tödliche Freundschaften (Alpha Dog)
- 2007: Into the Wild
- 2007: The Air I Breathe – Die Macht des Schicksals (The Air I Breathe)
- 2008: Speed Racer
- 2008: Milk
- 2009: Taking Woodstock
- 2011: Darkest Hour (The Darkest Hour)
- 2011: Killer Joe
- 2012: Savages
- 2012: Twice Born – Was vom Leben übrig bleibt (Venuto al mondo)
- 2012: The Motel Life
- 2013: Prince Avalanche
- 2013: Lone Survivor
- 2013: Bonnie & Clyde (Fernsehfilm)
- 2015: New York Saints (Ten Thousand Saints)
- 2015: Just Jim
- 2016: Vincent N Roxxy
- 2016: The Autopsy of Jane Doe
- 2017: The Runaround – Die Nachtschwärmer (The Runaround)
- 2018: The Outsider
- 2018: Freaks – Sie sehen aus wie wir (Freaks)
- 2019: Once Upon a Time in Hollywood
- 2019: Never Grow Old
- 2020: Force of Nature
- 2020: Kings of Hollywood (The Comeback Trail)
- 2021: Son
- 2021: Midnight in the Switchgrass – Auf der Spur des Killers (Midnight in the Switchgrass)
- 2021: American Night
- 2022: The Price We Pay
- 2022: Dig or Die (Dig)
- 2023: Walden